# جون كروس
جون كروس (بالإنجليزية: John Kruse)‏ (1921، لندن في المملكة المتحدة - 2004، المنكب في إسبانيا)؛ كاتب سيناريو وروائي بريطاني.

## روابط خارجية
- جون كروس على موقع IMDb (الإنجليزية)
- جون كروس على موقع أول موفي (الإنجليزية)
- جون كروس على موقع قاعدة بيانات الأفلام السويدية (السويدية)
- جون كروس على موقع قاعدة بيانات الفيلم (الإنجليزية)